# IFAF European Club Team Competition 2019
Die IFAF European Club Team Competition (kurz ECTC) wurde nur in der Saison 2019 ausgespielt. Sie ersetzte die in den beiden Jahren zuvor ausgespielte IFAF Northern European Football League. Ausrichter war die IFAF Europe, die europäische Abteilung der International Federation of American Football. Sieger wurden die Vienna Vikings, die ihre Gruppe gewannen und dann kampflos den Wettbewerb gewannen, da aus der anderen Gruppe kein Team im Finale antrat.
Im Anschluss an den Wettbewerb trafen die Wiener im European Super Final auf den Sieger des CEFL Bowl XIV, die Raiders Tirol.  

## Gruppenphase
Das Teilnehmerfeld bestand aus 6 Mannschaften die auf 2 Gruppen aufgeteilt wurden. Die Gruppensieger stiegen ins ECTC-Playoff auf.

### ECTC North
|                |  | {{{Spiel}}}       |         |                         |  |  |
| 13. April 2019 |  | Helsinki Roosters | 21 : 19 | Stockholm Mean Machines |  |  |
| 13. April 2019 |  | Helsinki Roosters |         | Stockholm Mean Machines |  |  |

|                |  | {{{Spiel}}}             |         |                   |  |  |
| 27. April 2019 |  | Stockholm Mean Machines | 25 : 28 | Copenhagen Towers |  |  |
| 27. April 2019 |  | Stockholm Mean Machines |         | Copenhagen Towers |  |  |

|              |  | {{{Spiel}}}       |         |                   |  |                |
| 11. Mai 2019 |  | Copenhagen Towers | 18 : 22 | Helsinki Roosters |  | Zuschauer: 861 |
| 11. Mai 2019 |  | Copenhagen Towers |         | Helsinki Roosters |  | Zuschauer: 861 |

|    | Verein                  | W | L | PF | PA |
| -- | ----------------------- | - | - | -- | -- |
| 1. | Helsinki Roosters       | 2 | 0 | 43 | 37 |
| 2. | Copenhagen Towers       | 1 | 1 | 46 | 47 |
| 3. | Stockholm Mean Machines | 0 | 2 | 44 | 49 |

### ECTC Central
|                           |                                     | {{{Spiel}}}    |        |                     |  |                                    |
| Wien 14. April 2019 15:00 |                                     | Vienna Vikings | 60 : 0 | Triangle Razorbacks |  | Stadion Hohe Warte Zuschauer: 1000 |
| Wien 14. April 2019 15:00 | (33:0, 14:0, 7:0, 6:0) Spielbericht | Vienna Vikings |        | Triangle Razorbacks |  | Stadion Hohe Warte Zuschauer: 1000 |

|                |                                | {{{Spiel}}}    |        |                |  |  |
| 27. April 2019 |                                | Badalona Dracs | 8 : 38 | Vienna Vikings |  |  |
| 27. April 2019 | (0:10, 0:14, 8:0) Spielbericht | Badalona Dracs |        | Vienna Vikings |  |  |

|                    |                                        | {{{Spiel}}}         |         |                |  |  |
| Vejle 18. Mai 2019 |                                        | Triangle Razorbacks | 38 : 54 | Badalona Dracs |  |  |
| Vejle 18. Mai 2019 | (12:14, 12:13, 6:6, 8:21) Spielbericht | Triangle Razorbacks |         | Badalona Dracs |  |  |

|    | Verein              | W | L | PF | PA  |
| -- | ------------------- | - | - | -- | --- |
| 1. | Vienna Vikings      | 2 | 0 | 98 | 8   |
| 2. | Badalona Dracs      | 1 | 1 | 62 | 76  |
| 3. | Triangle Razorbacks | 0 | 2 | 38 | 114 |

## Finale
Die beiden Gruppensieger sollten im ECTC-Playoff den Sieger des Wettbewerbs ausspielen. Die Helsinki Roosters verzichteten jedoch aus finanziellen Gründen, ebenso verzichtete Kopenhagen auf ein Nachrücken. Damit waren die Vienna Vikings kampflos Sieger des ECTC.

### European Super Final
Im European Superfinal trafen die Vienna Vikings auf die Swarco Raiders Tirol aus Innsbruck. Im rein österreichischen Duell konnten die Raiders ihren Vorjahrestitel verteidigen.
|                               |                                     | European Superfinal  |         |                |  |                                      |
| Innsbruck 29. Juni 2019 19:00 |                                     | Swarco Raiders Tirol | 35 : 10 | Vienna Vikings |  | Tivoli Stadion Tirol Zuschauer: 5000 |
| Innsbruck 29. Juni 2019 19:00 | (14:0, 14:3, 7:0, 0:7) Spielbericht | Swarco Raiders Tirol |         | Vienna Vikings |  | Tivoli Stadion Tirol Zuschauer: 5000 |